# Betty Bouton
Betty Bouton, née le 10 septembre 1891 en Pennsylvanie et morte à une date inconnue, est une actrice américaine.

## Filmographie partielle
- 1919 : Trois maris pour une femme (Three Men and a Girl) de Marshall Neilan
- 1919 : La Fille des monts (The Heart o'the Hills) de Sidney Franklin et Joseph De Grasse
- 1919 : The Final Close-Up (en) de Walter Edwards
- 1919 : Papa longues jambes (Daddy-Long-Legs) de Marshall Neilan
- 1920 : Ne vous mariez jamais (Don't Ever Marry) de Victor Heerman et Marshall Neilan
- 1920 : Une poule mouillée (The Mollycoddle) de Victor Fleming
- 1922 : No Trespassing d'Edwin L. Hollywood
- 1923 : La Justice du monde (The Exiles) d'Edmund Mortimer
- 1923 : Les Ennemis de la femme (Enemies of Women) d'Alan Crosland
- 1923 : Épaves humaines (You Can't Get Away with It) de Rowland V. Lee
- 1924 : Not a Drum Was Heard de William A. Wellman
- 1924 : Cytherea de George Fitzmaurice